# Oedignatha uncata
Oedignatha uncata là một loài nhện trong họ Corinnidae.
Loài này thuộc chi Oedignatha. Oedignatha uncata được Eduard Reimoser miêu tả năm 1934.